# Mikumi (Tanzania)
Mikumi è una circoscrizione mista (mixed ward) della Tanzania situata nel distretto di Kilosa, regione di Morogoro. Conta una popolazione di 19 977 abitanti (censimento 2012).